# Alexander Lundh
Alexander Lundh (Värnamo, 30 ottobre 1986) è un pilota motociclistico svedese.

## Carriera
Fa le sue prime esperienze nel 2001 nel campionato svedese 125, nel quale corre fino al 2004. Nel 2005 passa alle 600 cm³ ed esordisce nel campionato Europeo della classe Superstock 600, correndo tre Gran Premi in qualità di wildcard a bordo di una Honda CBR600RR e ottenendo 4 punti.
Nel 2006 gareggia nello stesso campionato, partecipando all'intera stagione con una Honda CBR600RR del team Stiggy Motorsports. Termina la stagione al 24º posto con 11 punti.
Tra il 2007 e il 2009 partecipa al campionato svedese superbike, piazzandosi in seconda posizione al termine della terza stagione. Nello stesso anno corre due Gran Premi in qualità di wildcard nella Superstock 1000 FIM Cup a bordo di una Honda CBR1000RR, ottenendo 9 punti e la 23ª piazza finale.
Nel 2010 esordisce nel campionato mondiale Supersport con la Honda CBR600RR del team Cresto Guide Racing. Ottiene come miglior risultato un ottavo posto a Valencia e termina la stagione al sedicesimo posto con 24 punti. Prosegue con la stessa squadra e la stessa motocicletta anche nel 2011, concludendo l'anno di nuovo in sedicesima piazza con 29 punti.
Nel 2012 viene ingaggiato dal team Cresto Guide MZ Racing per correre nella classe Moto2 del motomondiale; dopo aver saltato i GP di Germania e Italia per lesioni a due dita della mano destra rimediate nel GP d'Olanda, si separa dalla squadra. Nel prosieguo della stagione corre nel mondiale Supersport a Silverstone, guidando la CBR600RR del team Bogdanka Honda PTR in sostituzione di Paweł Szkopek, mentre dal GP di Mosca partecipa al mondiale Superbike con una Kawasaki ZX-10R del Team Pedercini, finendo al 29º posto in classifica con 8 punti.
Risale al 2013 la sua ultima stagione nel mondiale Superbike. E' pilota ufficiale per la squadra di Lucio Pedercini, con la quale aveva disputato le ultime gare dell'edizione precedente. Il compagno di squadra è Federico Sandi. Pur dovendo saltare diversi Gran Premi per infortunio, riesce a raccogliere dicei punti classificandosi ventisettesimo.

## Risultati in gara

### Campionato mondiale Supersport
| 2010 | Moto  |     |    |   |    |    |    |    |     |     |  |  |    |     |  | Punti | Pos. |
| ---- | ----- | --- | -- | - | -- | -- | -- | -- | --- | --- |  |  | -- | --- |  | ----- | ---- |
| 2010 | Honda | Rit | 13 | 8 | 11 | 13 | 13 | 15 | Rit | Rit |  |  | 15 | Rit |  | 24    | 16º  |

| 2011 | Moto  |   |    |     |    |    |    |    |    |    |     |    |    |  |  | Punti | Pos. |
| ---- | ----- | - | -- | --- | -- | -- | -- | -- | -- | -- | --- | -- | -- |  |  | ----- | ---- |
| 2011 | Honda | 9 | 10 | Rit | 19 | 15 | 16 | 12 | 13 | 13 | Rit | 14 | 13 |  |  | 29    | 16º  |

| 2012 | Moto  |  |  |  |  |  |  |  |  |    |  |  |  |  |  | Punti | Pos. |
| ---- | ----- |  |  |  |  |  |  |  |  | -- |  |  |  |  |  | ----- | ---- |
| 2012 | Honda |  |  |  |  |  |  |  |  | 16 |  |  |  |  |  | 0     |      |

| Legenda | 1º posto        | 2º posto            | 3º posto           | A punti      | Senza punti        | Grassetto – Pole position Corsivo – Giro più veloce |
| Legenda | Gara non valida | Non qual./Non part. | Ritirato/Non class | Squalificato | '-' Dato non disp. | Grassetto – Pole position Corsivo – Giro più veloce |

### Motomondiale
| 2012 | Classe | Moto        |    |    |    |     |    |    |     |  |  |    |  |  |  |  |  |  |  |  | Punti | Pos. |
| ---- | ------ | ----------- | -- | -- | -- | --- | -- | -- | --- |  |  | -- |  |  |  |  |  |  |  |  | ----- | ---- |
| 2012 | Moto2  | MZ-RE Honda | 28 | 24 | 25 | Rit | 23 | 27 | Rit |  |  | NE |  |  |  |  |  |  |  |  | 0     |      |

| Legenda | 1º posto        | 2º posto            | 3º posto            | A punti      | Senza punti        | Grassetto – Pole position Corsivo – Giro più veloce |
| Legenda | Gara non valida | Non qual./Non part. | Ritirato/Non class. | Squalificato | '-' Dato non disp. | Grassetto – Pole position Corsivo – Giro più veloce |

### Campionato mondiale Superbike
| 2012 | Moto     |  |  |  |  |  |  |  |  |  |  |  |  |  |  |  |  |  |  |  |  |    |    |    |     |    |    |    |    | Punti | Pos. |
| ---- | -------- |  |  |  |  |  |  |  |  |  |  |  |  |  |  |  |  |  |  |  |  | -- | -- | -- | --- | -- | -- | -- | -- | ----- | ---- |
| 2012 | Kawasaki |  |  |  |  |  |  |  |  |  |  |  |  |  |  |  |  |  |  |  |  | 14 | 14 | 16 | Rit | 14 | 14 | NP | NP | 8     | 29º  |

| 2013 | Moto     |    |    |     |    |    |    |  |  |     |    |     |    |    |    |  |  |  |  |  |  |  |  |  |  |  |  |  |  | Punti | Pos. |
| ---- | -------- | -- | -- | --- | -- | -- | -- |  |  | --- | -- | --- | -- | -- | -- |  |  |  |  |  |  |  |  |  |  |  |  |  |  | ----- | ---- |
| 2013 | Kawasaki | 13 | 15 | Rit | 13 | NP | NP |  |  | Rit | 15 | Rit | 14 | NP | NP |  |  |  |  |  |  |  |  |  |  |  |  |  |  | 10    | 27º  |

| Legenda | 1º posto        | 2º posto            | 3º posto           | A punti      | Senza punti        | Grassetto – Pole position Corsivo – Giro più veloce |
| Legenda | Gara non valida | Non qual./Non part. | Ritirato/Non class | Squalificato | '-' Dato non disp. | Grassetto – Pole position Corsivo – Giro più veloce |